# Église de Saint-Léger (Charente-Maritime)
L'église Saint-Léger est une église de style roman saintongeais située à Saint-Léger (anciennement Saint-Léger-en-Pons) en Saintonge, dans le département français de la Charente-Maritime en région Nouvelle-Aquitaine.

## Historique
L'église de Saint-Léger fut construite en style roman durant la deuxième moitié du XIIe siècle et remaniée au XVe siècle.
Elle fait l'objet d'un classement au titre des monuments historiques depuis le 24 janvier 1931.

## Architecture
Elle est comme beaucoup des églises romanes de la région décorée de nombreux modillons en particulier sur les façades nord et occidentale.

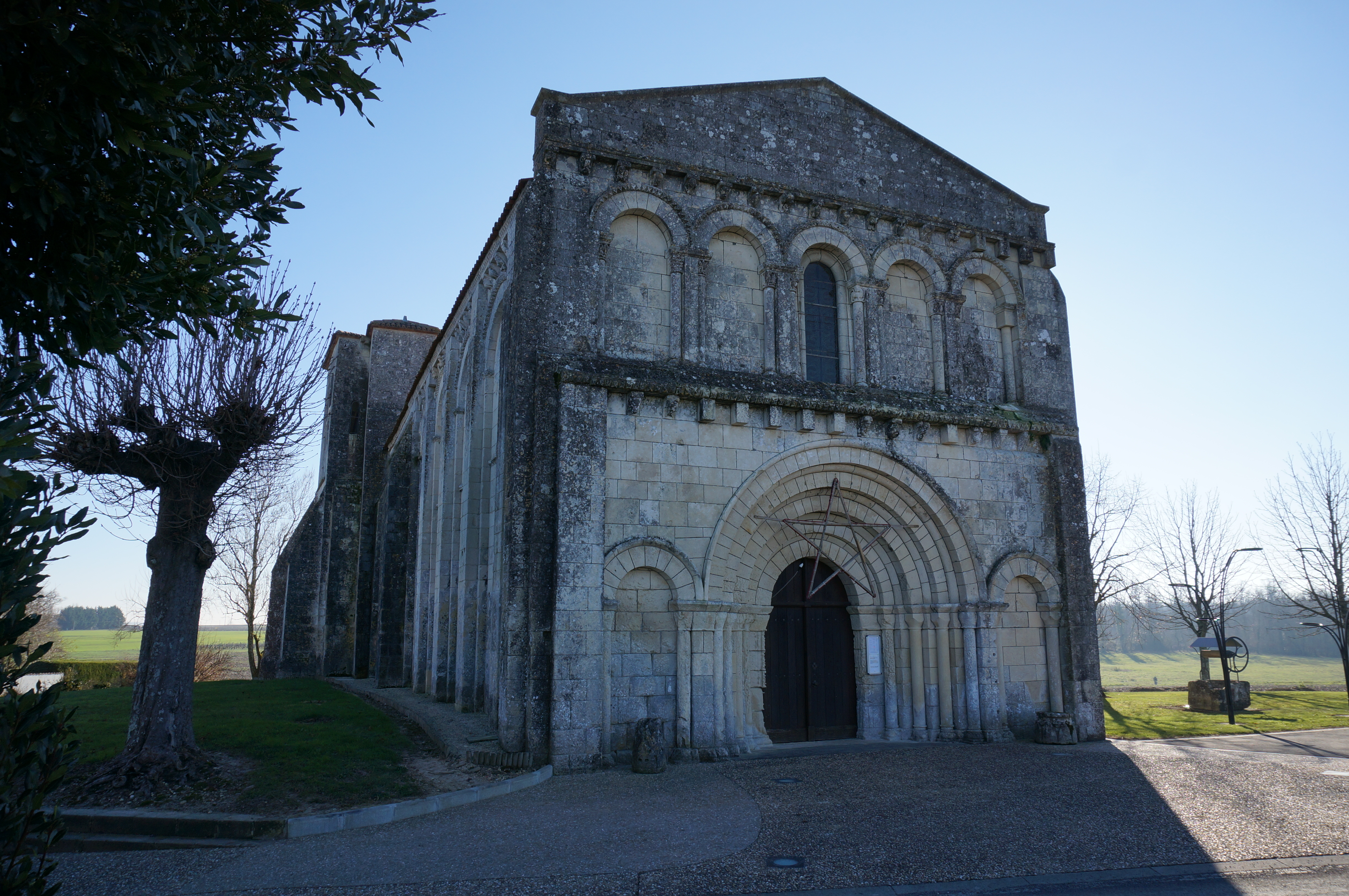
Façade occidentale et façade nord.
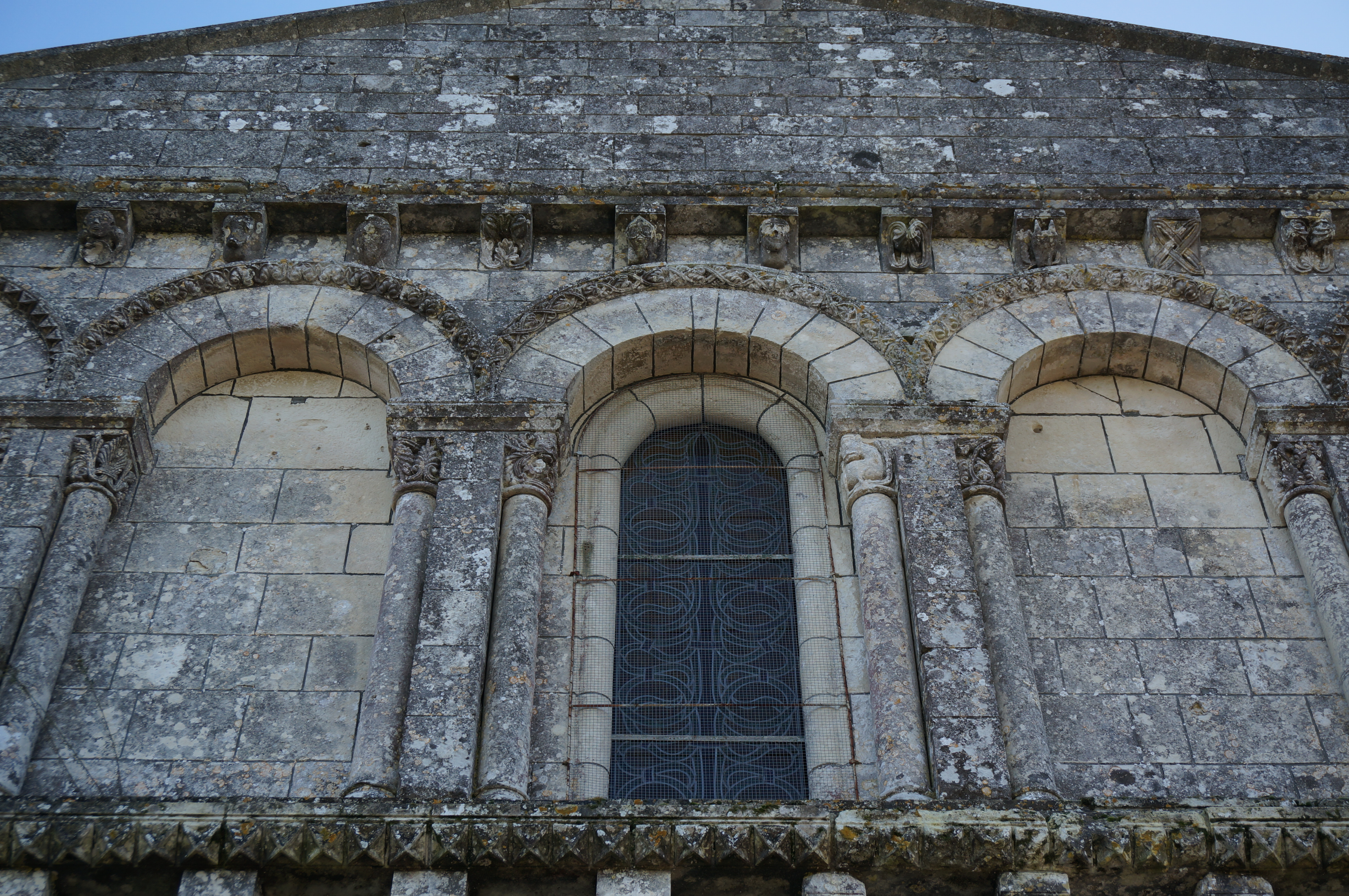
Chapiteaux et modillons sur la façade occidentale.
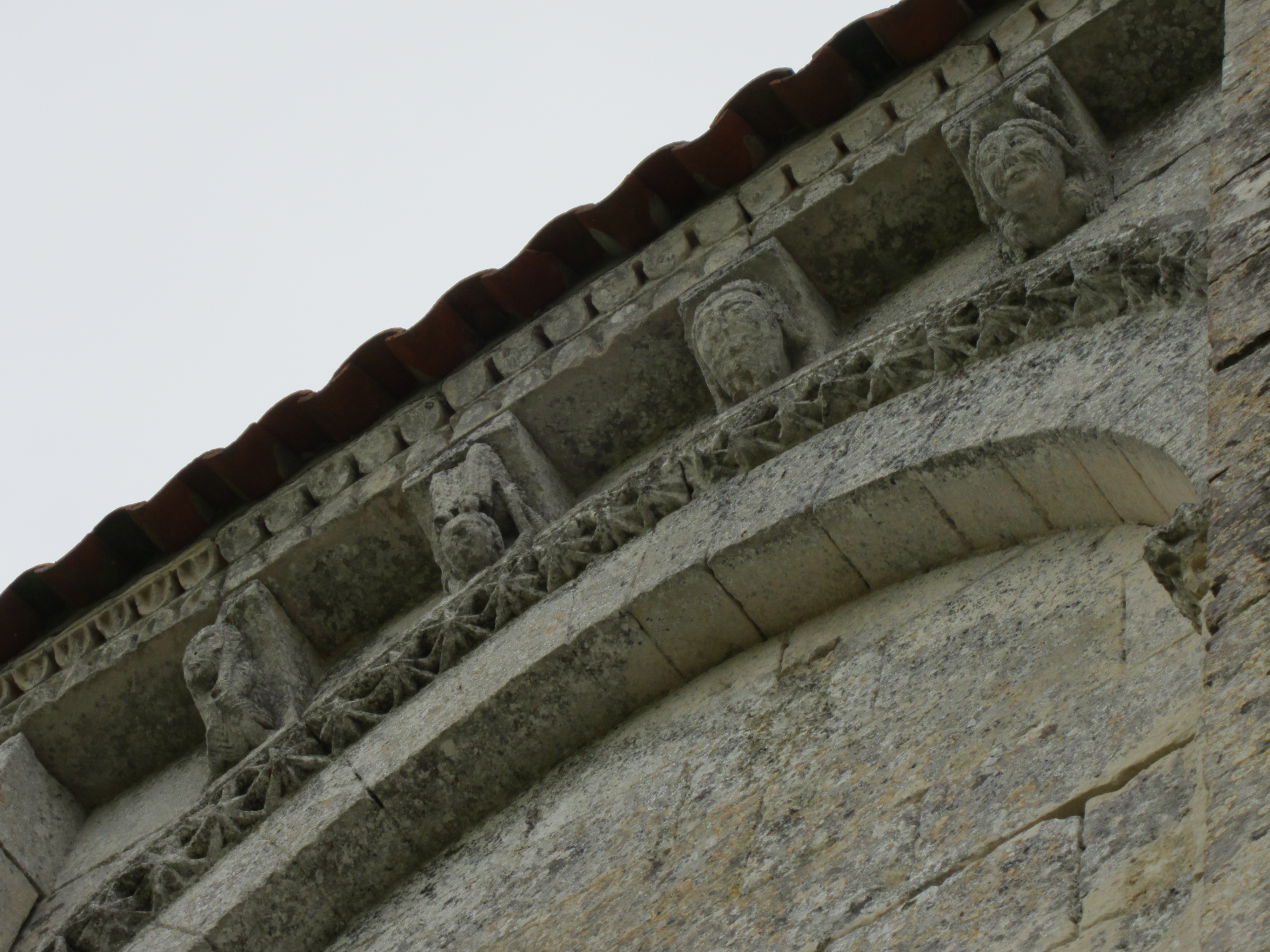
Modillons nord.
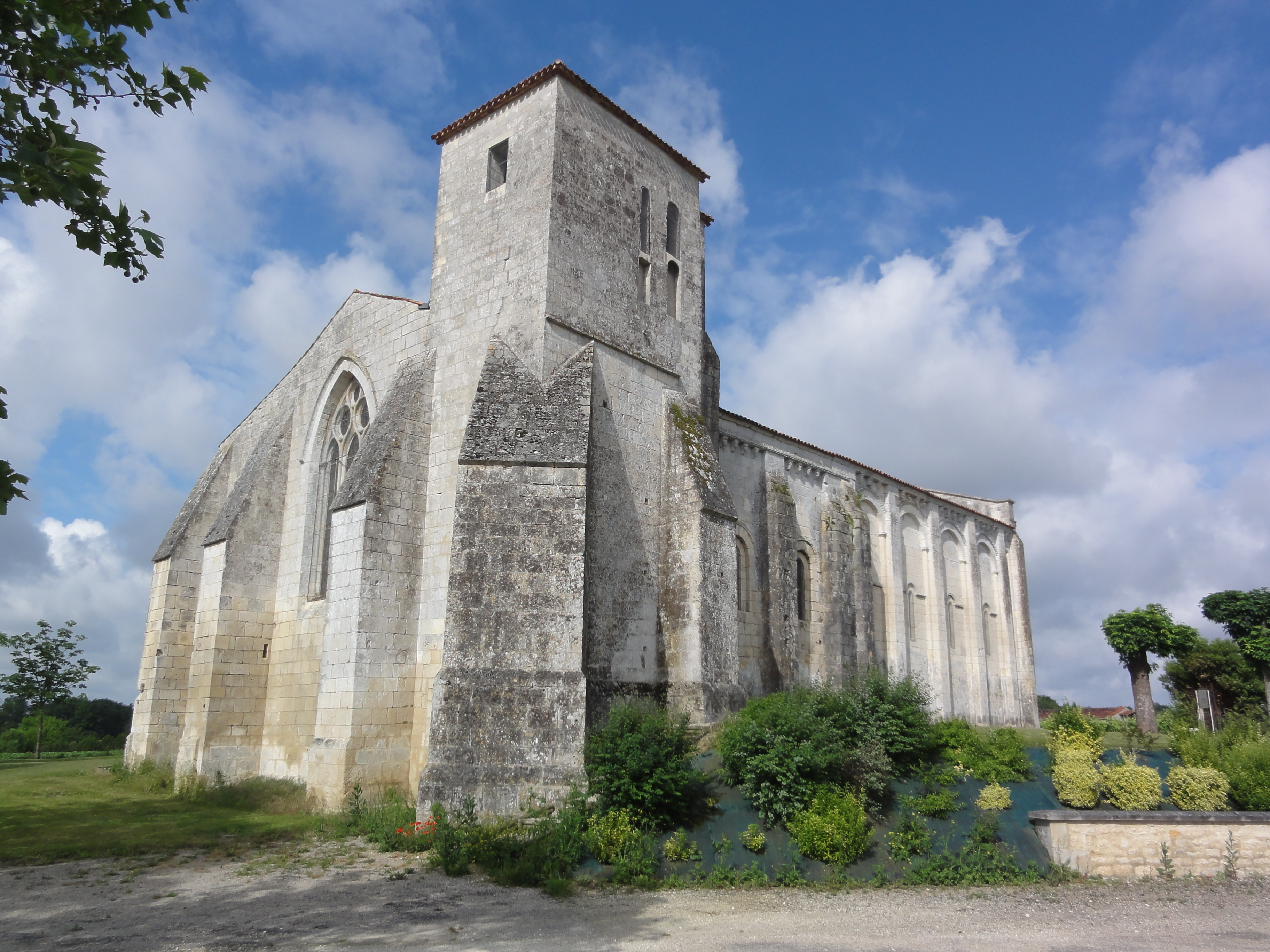
Clocher nord est.